# 白元宇

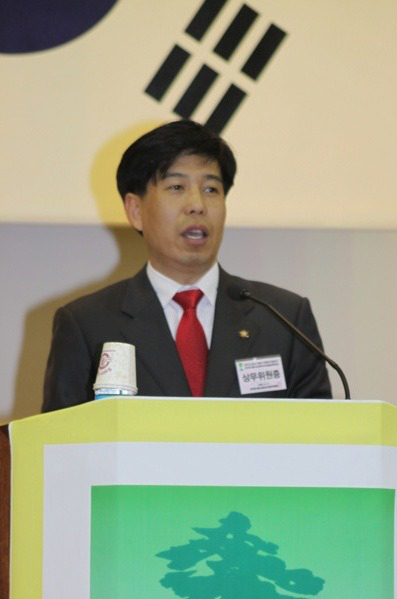
2010年

白 元宇（ペク・ウォヌ、朝鮮語: 백원우、1966年5月2日 - ）は、大韓民国の政治家。第17・18代韓国国会議員。盧武鉉に近い人物である。

## 経歴
ソウル特別市出身。東国大学校師範大学附属高等学校、高麗大学校政経大学新聞放送学科卒、同校政策大学院修了。全国大学生代表者協議会連帯事業局長、諸廷坵・盧武鉉国会議員秘書、平和民主統一研究会企画室幹事、統合民主党始興市・軍浦市地区党総務部長、新政治国民会議盧武鉉副総裁補佐役・金大中大統領候補選挙対策委員会首都圏特別遊説団企画チーム長、新千年民主党盧武鉉候補競選（党内予備選挙）キャンプインターネットチーム長、盧武鉉大統領候補政務秘書、大統領秘書室民政首席室行政官（3級）、第17代国会前半期教育委員会委員・保健福祉委員会委員、第18代国会保健福祉家族委員会委員・予算決算特別委員会委員・行政安全委員会委員・倫理特別委員会委員、民主党広報メディア委員会委員長・第1政策委員会委員長、2017年大統領選挙文在寅民主党候補選挙対策委員会組織本部副本部長、文在寅政権の青瓦台民政秘書官を務めた。2004年の第17代総選挙から2016年の第20代総選挙まで、京畿道始興市甲選挙区から計4回出馬したが、当選したのは第17・18代の2回だった。2020年の第21代総選挙にも出馬しようとして、2019年1月に民政秘書官を辞任して出馬の準備をしたが、結局同年9月に不出馬を表明した。

## 不祥事
2018年初、青瓦台民政秘書官としてドゥルキングが推薦した弁護士に会ったことがあるため、同年8月に特検の調査を受けた。
2019年1月、時事ジャーナルは白が2018年5月、青瓦台民政秘書官として、不正を行って検察の捜査を受けた金辰浩在郷軍人会会長に会ったと報道した。在郷軍人会は民政首席室の監督の下に置かれるため、監督の役割を担う民政秘書官がプライベートで捜査中の在郷軍人会会長に会うことが不適切だと指摘された。
特に影響が大きいのは2018年の蔚山広域市長選挙への介入疑惑である。白は金起炫元市長の側近に関する情報を反腐敗秘書官室を通じて警察に伝えたことで、金元市長が警察捜査の対象となり、結果的に共に民主党の候補が選挙で有利になったという青瓦台が地方都市の市長選挙に介入する疑惑であった。その後、金元市長に対する警察の捜査を点検した青瓦台民政秘書官室所属の検察捜査官が自殺したことで、事件がより複雑となった。結局白は宋哲鎬元蔚山市長ら計13名と共に公職選挙法違反の疑いで起訴され、2023年11月、一審で懲役2年の刑を言い渡された。
他にも、元釜山広域市経済副市長の柳在洙に対する特別監察班の監察を操作した行為により曺国元民政首席らと共に起訴され、2023年2月に懲役10ヶ月の刑を宣告された。

## エピソード
2009年4月、側近の収賄の疑いの渦中にある盧武鉉への支持として、烽下村の「烽下米」の宣伝を行ったが、選挙区である始興市のブランド米「ヘット米」を生産する農民たちの怒りを買った。
盧武鉉が自殺した直後の2009年5月29日午前、国民葬に出席し献花する李明博大統領に対し、大声で謝罪を要求しながら李に向かって走り出したが、警護員により制止された。その後特殊公務執行妨害および名誉毀損の容疑で検察に告発されたが、大法院で無罪判決を得た。
2020年4月、第21代総選挙の支援遊説中に「未来統合党はゴミのような政党」と暴言を吐いた。